# ワ族
ワ族（ワぞく、中国語: 佤族, 拼音: Wǎzú, ビルマ語: ဝ လူမျိုး, IPA: [wa̰ lùmjóʊ]）は、中国南部から東南アジア北部の山間部に居住するオーストロアジア語族モン・クメール語派のワ語を話す民族。カンボジアのクメール人のように皮膚の色は黒い。

## 分類
ワ族は民族識別工作により、1954年にカワ族（中国語: 卡佤族）として認定を受けたが、これはタイ族から臣下の意味を示す「カー」の呼称を冠されていたことに由来するため、侮蔑的であるとして1962年にワ族（中国語: 佤族）に改められた。タイ北部に居住するワはルア（Lua）と呼称される。これは中国雲南省やミャンマーのワ族と同じ支系に属する集団と、古くからチェンマイ県、メーホンソーン県、チェンラーイ県に住んでいたラワ（Lawa）と呼ばれる集団が含まれている。ワ族に近い民族にはプラン族とドゥアン族がある。

### タイ系民族による分類
タイ系民族のうち、タイヌーと呼ばれる集団はカーラー/ワーの区別を、シャン族はカーラー/ワーハーイの区別を行っている。カーは臣下の、ハーイは「野蛮な」の意であり、臣下（La）と化外（Wa）の区別が示唆される。デーヴィスはタイ系民族がワ族をワー、ラー、タイロイに分類していたことを記録している。タイロイはタイ系言語で「山のタイ族」という意味であり、山田（2009）はこれを臣下の集団（La）と化外の集団（Wa）、自民族の一部（Tailoi）とした。

### 漢族による分類
歴代漢族王朝は統治の及ぶ度合いによって非漢系民族を分類しており、ワ族については、統治の及ぶ「熟」グループと統治の及ばない「生」グループに分類した。乾隆年間の『雲南通史』ではカワ（中国語: 卡瓦）を、漢族との往来のある「生ワ」と強奪を行う「熟ワ」に分類している。

### イギリス人による分類
ビルマを植民地としたイギリス政府はサルウィン川東岸のワ族をTameとWildの2種類に分類した。この分類には首狩りなど文化的な側面のみならず、イギリス政庁への朝貢といった社会的な側面も加味されている。イギリス政庁に朝貢するTame WaはMaing Lun東部とチェントゥン盆地北部に限られ、Wild Waはラーショーより東の中緬国境未確定地帯に分布していたとされる。

### 言語的な分類
言語的な分類と民族的な分類は必ずしも一致しない。山田（2009）は言語的にワ族グループを3つに分けている。
- I群　西盟地域（ 西盟県、孟連県、 瀾滄県の一部）- アヴァ、ヴォ、ルヴィアを自称とする。タイ族や漢族は少なく、言語文化的に保守的な要素を残す。
- II群 - 滄源地域（滄源県、双江県、 瀾滄県の一部） - ワ族（パラウク、パガウクが中心）の数が最も多い。歴史的にタイ族との接触が頻繁であったため、言語文化的にタイ族の影響が見られる。
- III群 - 永徳-鎮康地域（永德県、鎮康県、臨滄県、雲県、鳳慶県など） - アワ山の周縁部に位置し、他民族との接触が最も早かった地域である。この地域のワ族（ヴァ、タイロイ、ラーが中心）は「本人」あるいは「本族」の名で通称される。漢族の人口比率が高く、漢文化の影響が強い。

## 分布と自治地方

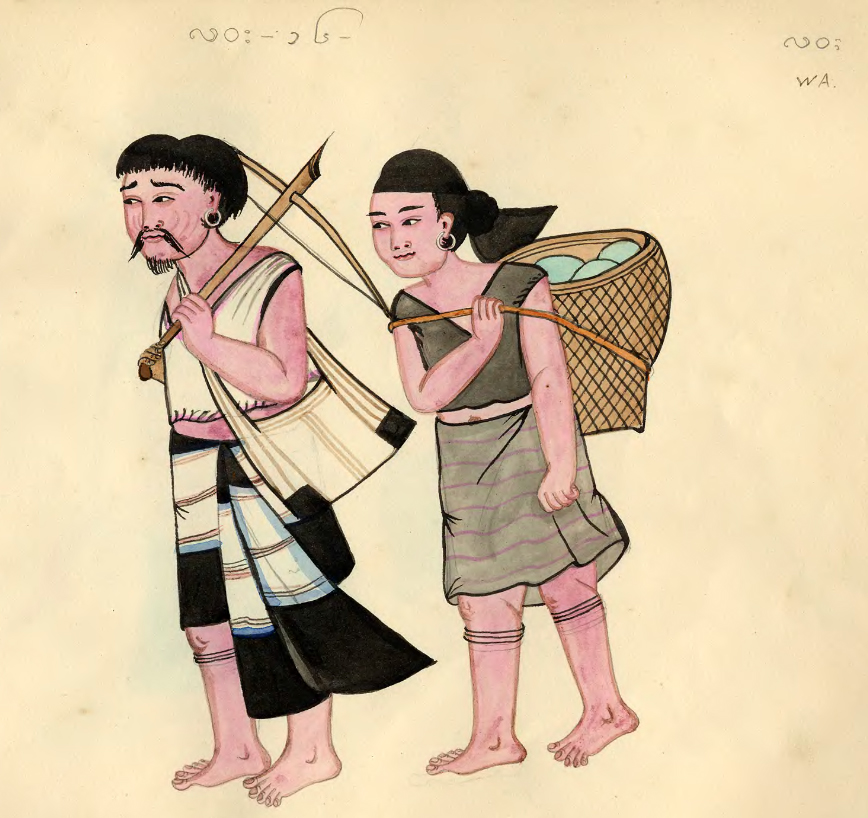
20世紀初頭のワ族のビルマでの描写。

ワ族は、漢族がアワ山（中国語: 阿佤山）と呼ぶ標高2000m弱の山地に居を構えている。メコン川以西サルウィン川以東の中国雲南省南部とミャンマー北部シャン州、ラオス北部に約70万人が住む。1990年の調査では中国内に住居するワ族は約35万人であった。中国内の分布は次の通り。

### 自治県
- 雲南省
  - 滄源ワ族自治県（約125,000人）
  - 西盟ワ族自治県（約56,000人）
  - 耿馬タイ族ワ族自治県（約37,000人）
  - 孟連タイ族ラフ族ワ族自治県（約27,000人）
  - 双江ラフ族ワ族プーラン族タイ族自治県（約12,000人）

### 民族郷
- 瀾滄ラフ族自治県（約52,000人）
  - 雪林ワ族郷
  - 安康ワ族郷
  - 文東ワ族郷
- 鎮康県
  - 軍賽ワ族ラフ族リス族トーアン族郷

## 生活

### 生業
アワ山には野生動物が多く生息しており、ワ族は狩猟により食糧不足を補っていた。狩猟は男性の役割であり、弩や鉄砲、罠や囮を用いた狩猟が行われていた。また、昆虫、タニシ、カニ、ドジョウなどの動物も食べられる。植物を採集するのは女性の役割であり、タケノコや栗など様々な野草山菜が好まれる。
かつてはアワ山においては焼畑農耕が盛んに行われていた。焼畑の利用は標高によって異なり、標高1500m以上の土地ではケシや大豆、トウモロコシ、ソバなどが栽培されていた。標高が1500mよリ低い土地では陸稲、綿花、シコクビエ、トウモロコシなどが栽培されていた。

### 衣
男性の服飾は黒もしくは赤の左前合わせの短い上着に、黒のぶかぶかのズボンを合わせたものである。 孟連県では腰巻の着用も行われる。一般人は黒色の、老人や村の指導者は赤色のターバンを巻く。
女性の服飾は地域性がある。黒または濃紺を基調とする短い上着にスカートを合わせたものである。 孟連県では貫頭衣上の上着を着るところもある。スカートは形状による違いが様々である。脚絆をつけるのは全域的に見られる。銀製の耳飾りや首飾り、腕輪などの服飾品も付けられる。

### 食
ワ族の食事は朝夕の一日二食が一般的である。しかし、農耕の繁忙期は田畑で簡単な食事をとることもある。朝夕の食事の基本は米や雑穀のご飯に簡単なおかずだけである。ワ族の伝統的な料理にはモックとチュアがある。モックは水分の抜け切った雑炊であり、ワ族はこれを「おかず」として食べる。漢族の間でワ族の名物料理とされている鶏モック（中国語: 鸡肉烂饭）は日常食ではなく、客をもてなすご馳走である。チュアは副食として添えられる代表的な料理であり、具材（魚や昆虫であれば湯通ししたもの）を唐辛子、山椒、ニンニク、生姜と共に木臼に入れ、細かく搗いたものである。チュアは強烈な辛味が特徴である
近年、ワ族の間では茶が飲まれるようになったが、かつて茶は貴重なものであり、社会的な立場がある者だけが飲むことができた。一方で酒は男女問わず嗜好された。シコクビエ、モロコシ、トウモロコシ、ムギ、アワ、イモ類、もち米などを原料とするプライ・ヌム（水酒）がワ族の間では好まれる。このうち、シコクビエを原料とするプライ・コは特に好まれている。

### 住
村のつくりはかつて深い環濠と竹・荊の囲いで外界から遮断され、唯一10mにも及ぶトンネル状の通路のみが外界と村の内部をつなぐ存在であった。現在はそうした環濠や囲いを持つ村はない。住居は高床建物と土間を持つ平地建物の2つがある。

## 文化

### スガンリ伝説
スガンリ（ワ語: si gang lih、中国語: 司岗里）はワ族の天地創造、人類起源の神話を指す。「リ」は「出る」を意味し、「スガン」は一般に「瀾滄地域においては「瓢箪」を、 西盟地域においては「洞窟」を指す。すなわち、スガンリは「人類の誕生したところ」を指すとされる。スガンリを瓢箪とする地域でも、大洪水を生き延びたコブ牛が瓢箪を産む話を前段に、人間が瓢箪から出る話を後段に置く「亜種」も存在する。洞窟起源のスガンリにもオタマジャクシとして生活を始め、カエルを経て化け物の姿で洞窟生活を始めたとするものもある。
山田（2009）は天地創造、洞窟から出る、人々の風貌、居住地、言葉、文字、貧富の差、肉食、穀物生産、出産など幅広い事項の始まりである「スガンリ」の語りを記録している。

### 首狩り
ワ族は「首狩り」で知られるが、「懲罰としての首狩り」は時代が下ってからの話であり、もともとは農耕儀礼の一環であったとされる。この儀礼的な活動は他民族との接触地帯から次第に廃れてゆき、政府に禁止されたのちに1970年代を最後に過去のものとなった。濃厚儀礼としての首狩りは収穫後から翌年4月にかけての時期ないし収穫前に行われていた。
首狩りは、村の指導者に指名された青年男子数人が取り占いによって決められた方角に向けて出掛け、最初に見かけた人間の頸部を三太刀で切り落として肩掛けカバンに入れて持ち帰るものであった。首狩りの対象には性別、年齢、民族といった条件がなかったものの、髪や髭が長い人物が吉兆とされたため自然に成人男性が選別された。切断された頭部は洗われ、創造主モイックを祀る象徴である木鼓の前に捧げられた。ポールのついた竹籠に入れられた頭部は悪い精霊が立ち入らないように監視し、供犠物としての役目を終えた頭部は村外の林へと移され、村を守護する役目を続けることとなる。

### 命名
ワ族の命名方式には「長幼の序+α方式」と「父子連名方式」がある。前者の長幼の序部分には長男、次男、長女、次女などに対応した呼称、α部分には十干十二支といったタイ系民族を介して入ってきたとされる語彙が用いられる。この命名方式は瀾滄地域などタイ系民族との接触地域に多く見られる。α部分は十干十二支の代わりに出生日にあった出来事や父母の願いなどを込める命名も存在する。この命名方式をとる地域では氏族名を姓として名乗ることがある。後者の命名方式はイ族やハニ族などのチベット・ビルマ系民族に広く見られるものである。これは、名前によって一族の系譜を伝えるという機能がある。

### 阿佤人民唱新歌
「阿佤人民唱新歌」は中国共産党によるアワ山解放を讃える歌であり、中国国内のワ族に関するイメージとして、「スガンリ伝説」や「首狩り」と並んで挙げられるものである。1965年、中国人民解放軍の通信兵であった楊正仁は、ワ族の村で聞いた伝統的な民謡の旋律をモデルとして作曲し、共産党がアワ山の人民を幸せへと導くという内容の歌詞をつけて「阿佤人民唱新歌」を作り上げた。この曲は1965年3月、西盟ワ族自治県が成立した際の記念式典で歌われ、1972年には中央人民広播電台で放送されて一躍有名となった。

## 信仰
文化大革命の間に全ての信仰は大きく影響を受けた。宗教施設・文物が破壊され、宗教活動そのものも停滞した。近年は上座部仏教寺院やキリスト教教会の自発的な再建が行われている。

### モイック信仰
モイックは万物創造の主であり、ワ族が最も崇拝する存在である。モイックは村の上方にある神木に祀られており、村の大事があるたびに祭祀が行われる。山や水、風、火などモイックの創造物の全てに精霊が宿ると考えられている。

### 仏教
滄源県西部には班洪村など、タイ族同様に上座部仏教を信仰する集落が存在する。班洪村においては1900年前後にミャンマーのバモーから伝来したとされる。上座部仏教を受容した村においては、ビルマ式の仏寺が建立され、タイ系言語や文字によって経文が学ばれている。滄源県東部では、 鶏足山の僧侶による布教活動により、20世紀前半からの半世紀ほど間に大乗仏教が広がった。

### キリスト教
瀾滄県と滄源県の一部では20世紀初頭の布教を機にキリスト教に改宗した村落が存在する。キリスト教に改宗した村落では教会が建てられ、日曜礼拝が行われる。

## 言語と文字

### 文字
ワ地域では、1920年代にこの地にやって来たアメリカ人のバプティスト派宣教師・マーカス・ ヴィンセント・ ヤング（Marcus Vincent Young）が、1933年にワ語をローマ字で表した「ワ文字」を創出し、この文字で書かれた賛美歌集を出版した。表紙には「カイシン（Kaishin）方言」で書かれていると記されている。1939年にはワ文字で完全翻訳された聖書を1出版した。
また1950年代初頭にワ地域に侵入していた中国人民解放軍が、1957年に中国語をローマ字化したピンイン基づく新しい「ワ文字」を創出したが、中国共産党/人民解放軍に対する反発から、あまり普及しなかった。
現在ワ地域やタイに住むワ族の間で使われているのは、ヤングが創出したワ文字である。

## ワ族と戦争
ワ族の住む地域はイギリス植民者らによる直接統治が行われることはなく、ビルマ独立後も状況は変わらなかった。中央政府が存在を示すことができたのはモンマオとバンウェイ（サオパー）のみであった。統一されたワ族という意識が醸成される1970年代まで、ワ族は集落間で首狩りや抗争を行なっていた。
第二次世界大戦におけるビルマ戦線では、少数の日本兵がサルウィン川を渡河してワ族居住地域に侵入したとされる。1950年代には国共内戦において敗北した国民党軍が中国・雲南省から侵入した。国民党軍（KMT）は4,000人の兵力をパンヤンやインパン（ヴィングン）に駐屯させた。1953年までにはタイ国境へと撤退したものの、一部はワ族居住地域に残り、情報収集やアヘン、ヒスイの売買を行った。1957年には国民党軍を追って人民解放軍が越境作戦を行った。1960年までにはKMTは完全にワの山地から撤退したが、KMTのネットワークや人的な繋がりは残った。1963年、ネ・ウィン政権は防衛隊（Ka Kwe Ye: KKY）を組織して国民党軍に対抗した。ワ族居住地域では1966年から1969年にかけて、ゲリラ部隊が組織された。これらの部隊は国民党軍に襲撃され、ラフ族組織と戦い、政府からは解散するように圧力をかけられた。
1950年頃、中国共産党もワ族居住地域に侵入してきた。彼らは国民党を打倒するためにワ族の人々の協力を必要としており、当初は寛大な措置を取って、1957年には中国語をローマ字化したピンイン基づく新しい「ワ文字」を創出したりした。しかし、1958年頃にこの地から国民党を完全に追い出すと、態度を一変。ワ族の人々が持っていた粗末な武器を没収し、首柱、太鼓小屋など首刈りに関する道具を徹底的に破壊し、村の主要な儀式を禁止し、村長たちを迫害した。そして村人たちを全員中国共産党に入党させ、人民公社に集めたのだという。
ビルマ共産党（CPB）は1969年にコーカンと中国からこの地域に侵入を開始した。当時ワ族部隊の長であったチャオ・ニーライ（趙尼來、Chao Ngi-lai）とパオ・ユーチャン（鮑有祥、Pau Yu Chang）は、CPBから武器と弾薬を与えられた。バンウェイは1969年12月に、モンマオは1971年5月1日に、ヴィングンとロイレンは1972年に占領され、ミャンマー軍はパンロンとホーパンに撤退した。1973年にはワ族居住地域全体がCPBの支配下に入ったが、一部の地域では反乱が起こり、完全な支配が始まるのは1974年になってからであった。ビルマ政府側についたマハサンのヴィングンKKYは後にタイ国境へと逃れ、ワ民族軍を結成した。アイ・チョーソーはワ民族軍から分派してワ民族評議会（WNC）を結成した。1986年にマハサンの弟マハジャはクン・サのモン・タイ軍に加わっており、1989年時点でワ族の軍勢はビルマ共産党、ミャンマー軍、国民党軍、モン・タイ軍、民族民主戦線（NDF）に分かれて戦うこととなっていた。マハサンは「誰もがワ族の兵士を利用しており、誰もがワ族と同盟を結ぼうとしている。しかし、死んでいくのはワ族であり、アヘン取引の責任を負わされるのはいつもワ族だ。」と述べている。
1989年4月16日の夜、チャオ・ニーライとパオ・ユーチャン率いるワ族下士官らはパンカンのCPB司令部を占領し、CPB指導者を中国に放逐した。ワ族反乱部隊はCPBが階級闘争に囚われるあまり、少数民族を疎外していると非難した。実際に、ワ族の男性人口は戦争によって激減しており、1986年の男女比は1:1.15であった。チャオ・ニーライとパオ・ユーチャンは、ポーランドの独立自主管理労働組合「連帯」に着想を得て、ビルマ民族民主連合党（中国語: 缅甸民主民族联合党）とビルマ民族民主連合軍（中国語: 缅甸民主民族联合军）を結成した。同年5月18日には軍事政権（SLORC）と停戦合意を締結した。同年11月3日、ビルマ民族民主連合軍はWNCと合併し、ワ州連合軍（UWSA）となった。

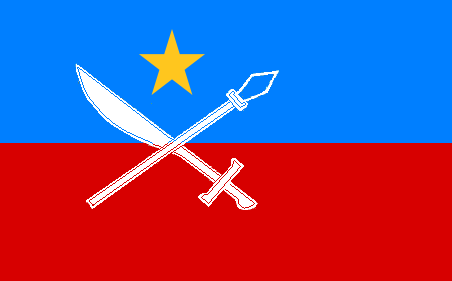
ワ州連合軍の旗

しかしながら、政府と停戦した後も戦争は続いた。UWSAは1989年の結成直後からタイ・ミャンマー国境においてミャンマー軍と共同でクン・サのモン・タイ軍を攻撃し、戦闘で2,000人の兵士を失った。1996年にクン・サは降伏し、UWSAはクン・サ支配地域を占領して南ワ地域とした。その後もUWSAはシャン州軍 (南)と度々戦闘を行った。